# هاف اکیر (آلاباما)
هاف اکیر (به انگلیسی: Half Acre) یک منطقهٔ مسکونی در ایالات متحده آمریکا است که در شهرستان مرنگو، آلاباما واقع شده‌است. هاف اکیر ۳۵٫۰۵ متر بالاتر از سطح دریا واقع شده‌است.